# Büyükçiftlik
Büyükçiftlik (türkisch für großer Bauernhof), (kurd. Xirvata) ist eine Kommune im Landkreis Yüksekova der türkischen Provinz Hakkâri. Büyükçiftlik liegt in Südostanatolien auf 1.950 m über dem Meeresspiegel, ca. 23 km westlich von Yüksekova.
Büyükçiftlik ist traditionelles Einfluss- und Siedlungsgebiet des Pinyanişi-Stammes, der überwiegend als staatstreu gilt. In Dorfnähe gibt es am Orişe-Bach die Ruinen einer großen Stadt. Diese Ruinen werden als mögliche Überreste der Hauptstadt von Musasir betrachtet. Der ursprüngliche Name Büyükçiftliks lautete Hirvata. Die Umbenennung erfolgte zwischen 1933 und 1975. 
Im Jahr 1990 lebten in Büyükçiftlik 3.211 Menschen, 2000 hatte die Ortschaft 4.034 Einwohner.